# Women’s Cricket Super League 2019
Die Women’s Cricket Super League 2019 war die vierte Saison der Women’s Cricket Super League der englischen Twenty20-Cricket-Liga für Franchises für Frauen. Die Saison wurde zwischen dem 6. August und dem 1. September 2019 ausgetragen. Im Finale konnte sich der Western Storm gegen den Southern Vipers mit 6 Wickets durchsetzen.

## Franchises
An der vierten Super League nahmen sechs Franchises teil.
| Mannschaften           | Heimstadion                                                                |
| ---------------------- | -------------------------------------------------------------------------- |
| Lancashire Thunder     | Old Trafford Cricket Ground, Stanley Park, Aigburth, Trafalgar Road Ground |
| Loughborough Lightning | Haslegrave Ground, Trent Bridge                                            |
| Southern Vipers        | Ageas Bowl, Arundel Castle, County Cricket Ground                          |
| Surrey Stars           | The Oval, Woodbridge Road                                                  |
| Western Storm          | County Ground, Bristol County Ground                                       |
| Yorkshire Diamonds     | Headingley Stadium, Clifton Park, North Marine Road Ground                 |

## Format
Die sechs Mannschaften spielten in einer Gruppe jeweils zweimal gegen jedes andere Team. Für einen Sieg gab es vier Punkte, für ein Unentschieden zwei Punkte. Wenn die Run Rate einer Mannschaft um mehr als das 1,25-fache die des Gegners überstieg, wurde ein Bonuspunkt vergeben. Die erstplatzierte Mannschaft qualifizierte sich direkt für das Finale, während der Zweit- und Drittplatzierte zuvor ein Halbfinale bestritten.

## Gruppenphase
Tabelle
| Direkteinzug ins Finale      |
| Qualifiziert fürs Halbfinale |
| ---------------------------- |

| Teams                  | Sp. | S | N | U | R | NR | BP | Punkte | NRR    |
| ---------------------- | --- | - | - | - | - | -- | -- | ------ | ------ |
| Western Storm          | 10  | 9 | 1 | 0 | 0 | 0  | 3  | 39     | +1.109 |
| Loughborough Lightning | 10  | 7 | 3 | 0 | 0 | 0  | 4  | 32     | +0.792 |
| Southern Vipers        | 10  | 4 | 4 | 1 | 0 | 1  | 2  | 22     | +0.425 |
| Yorkshire Diamonds     | 10  | 5 | 5 | 0 | 0 | 0  | 0  | 20     | −0.456 |
| Surrey Stars           | 10  | 3 | 6 | 0 | 0 | 1  | 2  | 16     | −0.857 |
| Lancashire Thunder     | 10  | 0 | 9 | 1 | 0 | 0  | 0  | 2      | −1.194 |

Spiele
| 6. August Scorecard | Liverpool | Southern Vipers 166-7 (20)          | – | Lancashire Thunder 132 (19.4) |
|                     |           | Southern Vipers gewinnt mit 34 Runs |   |                               |

| 6. August Scorecard | Loughborough | Loughborough Lightning 125-6 (20)   | – | Western Storm 126-3 (17) |
|                     |              | Western Storm gewinnt mit 7 Wickets |   |                          |

| 6. August Scorecard | Leeds | Surrey Stars 130-9 (20)         | – | Yorkshire Diamonds 121 (19.5) |
|                     |       | Surrey Stars gewinnt mit 9 Runs |   |                               |

| 8. August Scorecard | Loughborough | Loughborough Lightning 135-5 (20)     | – | Southern Vipers 136-8 (19.3) |
|                     |              | Southern Vipers gewinnt mit 2 Wickets |   |                              |

| 8. August Scorecard | Guildford | Lancashire Thunder 120-7 (20)      | – | Surrey Stars 124-2 (14.2) |
|                     |           | Surrey Stars gewinnt mit 8 Wickets |   |                           |

| 10. August Scorecard | Taunton | Lancashire Thunder 141-6 (20)       | – | Western Storm 143-4 (19.3) |
|                      |         | Western Strom gewinnt mit 6 Wickets |   |                            |

| 11. August Scorecard | Leeds | Yorkshire Diamonds 121-6 (20)                | – | Loughborough Lightning 122-1 (13.2) |
|                      |       | Loughborough Lightning gewinnt mit 9 Wickets |   |                                     |

| 11. August Scorecard | Southampton | Southern Vipers 142-5 (20)           | – | Western Storm 143-7 (19.5) |
|                      |             | Western Vipers gewinnt mit 3 Wickets |   |                            |

| 12. August Scorecard | London | Surrey Stars | – | Southern Vipers |
|                      |        | Abgesagt     |   |                 |

| 13. August Scorecard | Liverpool | Yorkshire Diamonds 151-6 (20)         | – | Lancashire Thunder 142 (19.1) |
|                      |           | Yorkshire Diamonds gewinnt mit 9 Runs |   |                               |

| 13. August Scorecard | Bristol | Western Storm 158-4 (20)          | – | Loughborough Lightning 118 (18.2) |
|                      |         | Western Storm gewinnt mit 40 Runs |   |                                   |

| 15. August Scorecard | Guildford | Surrey Stars 120-7 (20)                      | – | Loughborough Lightning 123-3 (14.5) |
|                      |           | Loughborough Lightning gewinnt mit 7 Wickets |   |                                     |

| 15. August Scorecard | Hove | Lancashire Thunder 132-7 (20) | – | Southern Vipers 132-8 (20) |
|                      |      | Unentschieden                 |   |                            |

| 15. August Scorecard | York | Yorkshire Diamonds 151-9 (20)       | – | Western Storm 152-1 (14.5) |
|                      |      | Western Strom gewinnt mit 9 Wickets |   |                            |

| 18. August Scorecard | Chester | Lancashire Thunder 159-8 (20)       | – | Western Storm 160-5 (19.5) |
|                      |         | Western Strom gewinnt mit 5 Wickets |   |                            |

| 18. August Scorecard | Arundel | Southern Vipers 178-5 (20)          | – | Surrey Stars 89 (16.4) |
|                      |         | Southern Vipers gewinnt mit 89 Runs |   |                        |

| 18. August Scorecard | Loughborough | Yorkshire Diamonds 129 (20)                  | – | Loughborough Lightning 135-4 (19.1) |
|                      |              | Loughborough Lightning gewinnt mit 6 Wickets |   |                                     |

| 20. August Scorecard | Guildford | Surrey Stars 121-6 (20)                  | – | Yorkshire Diamonds 124-5 (19.5) |
|                      |           | Yorkshire Diamonds gewinnt mit 5 Wickets |   |                                 |

| 20. August Scorecard | Bristol | Western Storm 170-3 (20)          | – | Southern Vipers 155-9 (20) |
|                      |         | Western Storm gewinnt mit 15 Runs |   |                            |

| 20. August Scorecard | Manchester | Lancashire Thunder 157-7 (20)                           | – | Loughborough Lightning 74-6 (13.4) |
|                      |            | Loughborough Lightning gewinnt mit 35 Runs (D/L method) |   |                                    |

| 21. August Scorecard | Southampton | Southern Vipers 127-9 (20)         | – | Yorkshire Diamonds 124-5 (20) |
|                      |             | Southern Vipers gewinnt mit 3 Runs |   |                               |

| 21. August Scorecard | Taunton | Western Storm 159-8 (20)         | – | Surrey Stars 155-8 (20) |
|                      |         | Western Storm gewinnt mit 4 Runs |   |                         |

| 23. August Scorecard | Scarborough | Lancashire Thunder 164-5 (20)            | – | Yorkshire Diamonds 168-6 (18.5) |
|                      |             | Yorkshire Diamonds gewinnt mit 4 Wickets |   |                                 |

| 23. August Scorecard | Loughborough | Surrey Stars 147-7 (20)                      | – | Loughborough Lightning 150-5 (18.3) |
|                      |              | Loughborough Lightning gewinnt mit 5 Wickets |   |                                     |

| 25. August Scorecard | Nottingham | Lancashire Thunder 122 (19.5)                | – | Loughborough Lightning 123-2 (16.1) |
|                      |            | Loughborough Lightning gewinnt mit 8 Wickets |   |                                     |

| 25. August Scorecard | York | Southern Vipers 184-4 (20)               | – | Yorkshire Diamonds 185-6 (20) |
|                      |      | Yorkshire Diamonds gewinnt mit 4 Wickets |   |                               |

| 25. August Scorecard | Guildford | Western Storm 171-4 (20)          | – | Surrey Stars 94 (17.5) |
|                      |           | Western Storm gewinnt mit 77 Runs |   |                        |

| 28. August Scorecard | Blackpool | Surrey Stars 132-1 (9/9)         | – | Lancashire Thunder 97-7 (9/9) |
|                      |           | Surrey Stars gewinnt mit 35 Runs |   |                               |

| 28. August Scorecard | Taunton | Yorkshire Diamonds 104-4 (10/10)      | – | Western Storm 99-3 (10/10) |
|                      |         | Yorkshire Diamonds gewinnt mit 5 Runs |   |                            |

| 28. August Scorecard | Southampton | Loughborough Lightning 163-4 (20)          | – | Southern Vipers 127 (19) |
|                      |             | Loughborough Lightning gewinnt mit 36 Runs |   |                          |

## Play-offs

### Halbfinale
| 1. September Scorecard | Hove | Loughborough Lightning 143 (19.5)     | – | Southern Vipers 145-5 (19) |
|                        |      | Southern Vipers gewinnt mit 5 Wickets |   |                            |

### Finale
| 1. September Scorecard | Hove | Southern Vipers 172-7 (20)          | – | Western Storm 174-4 (19) |
|                        |      | Western Storm gewinnt mit 6 Wickets |   |                          |

## Statistiken
Die folgenden Cricketstatistiken wurden während der Saison erzielt.
| Twenty20               | Twenty20               | Twenty20 | Twenty20 | Twenty20 | Twenty20 | Twenty20 | Twenty20 | Twenty20 |
| Batting                | Batting                | Batting  | Batting  | Batting  | Batting  | Batting  | Batting  | Batting  |
| Spieler                | Mannschaft             | Spiele   | Innings  | Runs     | Average  | HS       | 100s     | 50s      |
| ---------------------- | ---------------------- | -------- | -------- | -------- | -------- | -------- | -------- | -------- |
| Danielle Wyatt         | Southern Vipers        | 11       | 11       | 466      | 42,36    | 110      | 1        | 4        |
| Jemimah Rodrigues      | Yorkshire Diamonds     | 10       | 10       | 401      | 57,28    | 112*     | 1        | 2        |
| Heather Knight         | Western Storm          | 11       | 11       | 392      | 49,00    | 78*      | 0        | 4        |
| Rachel Priest          | Western Storm          | 11       | 11       | 365      | 36,50    | 89       | 0        | 3        |
| Amy Jones              | Loughborough Lightning | 11       | 11       | 309      | 34,33    | 74*      | 0        | 3        |
| Bowling                |                        |          |          |          |          |          |          |          |
| Spieler                | Mannschaft             | Spiele   | Balls    | Wickets  | Average  | BBI      | 5W       | 10W      |
| Freya Davies           | Western Storm          | 11       | 234      | 19       | 13,21    | 4/18     | 0        | 0        |
| Amanda-Jade Wellington | Southern Vipers        | 11       | 246      | 15       | 18,73    | 3/22     | 0        | 0        |
| Tash Farrant           | Southern Vipers        | 10       | 199      | 14       | 15,92    | 3/18     | 0        | 0        |
| Anya Shrubsole         | Western Storm          | 10       | 192      | 13       | 19,53    | 3/36     | 0        | 0        |
| Dane van Niekerk       | Surrey Stars           | 8        | 182      | 12       | 17,58    | 3/20     | 0        | 0        |
| Sophie Ecclestone      | Lancashire Thunder     | 10       | 222      | 12       | 19,83    | 3/17     | 0        | 0        |
| Claire Nicholas        | Western Storm          | 10       | 210      | 12       | 20,50    | 2/25     | 0        | 0        |